# Gare de Marssac-sur-Tarn
Gare de Marssac-sur-Tarn vasútállomás Franciaországban, Marssac-sur-Tarn településen.

## Vasútvonalak
Az állomást az alábbi vasútvonalak érintik:
- Tessonnières-Albi-vasútvonal

## Kapcsolódó állomások
A vasútállomáshoz az alábbi állomások vannak a legközelebb:
- Gare de Tessonnières
- Gare d’Albi-Ville